# Les Aires
Les Aires is een gemeente in het Franse departement Hérault (regio Occitanie) en telt 544 inwoners (1999). De plaats maakt deel uit van het arrondissement Béziers.

## Geografie
De oppervlakte van Les Aires bedraagt 20,7 km², de bevolkingsdichtheid is 26,3 inwoners per km².

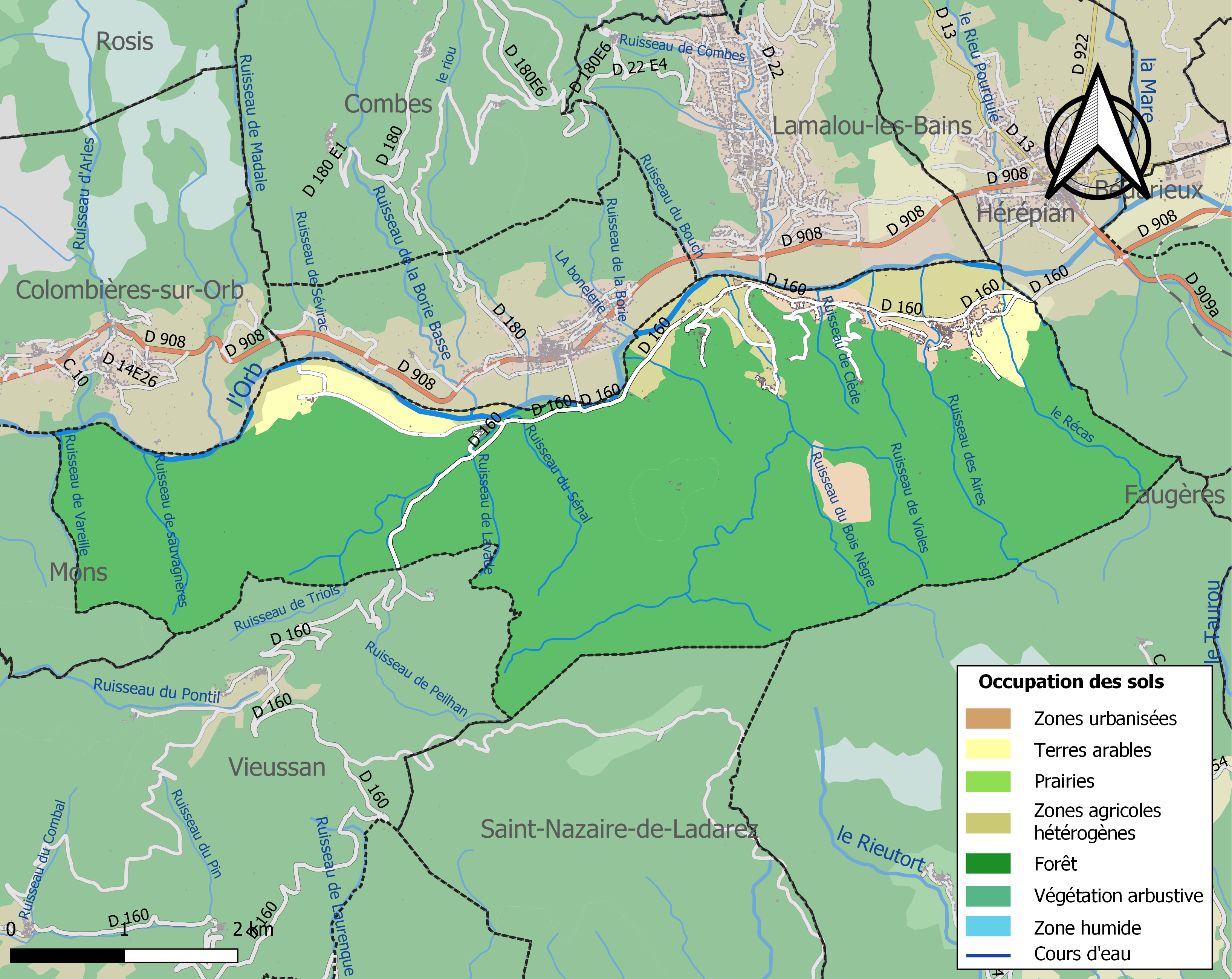
Kaart van de gemeente met de belangrijkste infrastructuur,bodemgebruik en omliggende gemeenten

## Demografie
Onderstaande figuur toont het verloop van het inwonertal (bron: INSEE-tellingen).